# Възкресение (булевард в София)
Вижте пояснителната страница за други значения на Възкресение.
„Възкресение“ е булевард в София.
Простира се между района на 75-о основно училище „Тодор Каблешков“ в кв. „Факултета“ (на запад) до ул. „Незнайния воин“ (на изток) в близост до бул. „Константин Величков“, който пресича.

## Обекти
На бул. „Възкресение“ или в неговия район се намират следните обекти (от юг на север):
- 75-о основно училище „Тодор Каблешков“
- Читалище
- 123 СОУ „Стефан Стамболов“
- 40 ОДЗ „Жар птица“
- 187 ЦДГ „Божур“
- Полицейски участък „Красна поляна“
- Читалище „Св. св. Кирил и Методий“
- Храм „Възкресение Христово“
- 28 СОУ „Ал. Константинов“
- Спортна зала „Септември“
- Стадион „Септември“
- СБДПЛР на деца с церебрална парализа „Света София“
- НАП-офис Красна поляна
- Владайска река
- 116 ЦДГ
- 67 ОУ „В. Друмев“
- Храм „Св. св. Кирил и Методий“